# 오케아노스 (타이탄 탐사선)
오케아노스는 타이탄 탐사선으로, 뉴 프론티어 계획 4에 제안되었으나 취소된 탐사선이다. 목적은 타이탄의 생명체 존재 가능성과 초기 지구의 환경을 탐사하고, 이를 통해 외계 행성의 구체적인 상상도를 그리는 것이다.

## 역사
뉴 프론티어 계획 4로 제안되었으나, 최종적으로 드래곤플라이와 CAESAR가 선출되며 취소되었다.

## 발사
2024년 발사된다는 것까지만 계획되었다. 이후에는 계획 중 취소되어 미정으로 남았다.

## 지원, 개발, 투자
- NASA
- JPL
- 록히드마틴
- 코넬 대학교
- MIT
- Caltech
- 이탈리아 우주국
- 존스 홉킨스 대학교
- SwRI
- 아리조나 대학교
- 아이다호 대학교
- USGS
- UCSC
- PSI
- 노스럽 그러먼

## 같이 보기
- 엔셀라두스 및 타이탄 탐사선
- JET (우주선)
- TALISE
- 타이탄 늪 탐사선